# Куахог
Куахог (англ. Quahog) — вымышленный город, в котором живут герои мультсериала «Гриффины» (англ. Family Guy). Расположен в штате Род-Айленд.

## История
Если верить мэру Адаму Весту (серия «Fifteen Minutes of Shame»), город был основан Майлзом «Пустомелей» Мушкетом, моряком, брошенным за борт. Согласно легенде, Майлзу помогла удержаться на воде волшебная устрица. Вместе они основали город Куахог. Впоследствии устрица сбежала от Майлза, так как тот собрался её убить. С тех пор волшебная устрица — символ Куахога.

## Знаменитости и достопримечательности
Актёр Адам Вест, сыгравший в 60-х годах роль Бэтмена, ныне исполняет обязанности (из рук вон плохо) мэра города. Другими знаменитостями Куахога являются ведущие 5-го канала Том Таккер и Диана Симмонс (умерла в первой серии девятого сезона). Самое популярное место в Куахоге — бар «Пьяная устрица», в котором Питер Гриффин с друзьями проводит значительную часть своего времени.
В Куахоге есть нефтяной завод, который сбрасывает отходы в ближайшее озеро («It Takes a Village Idiot, and I Married One»), также в городе имеется метрополитен («No Chris Left Behind»).

## Персонажи сериала
Семья Гриффинов, семья Браунов, семья Суонсонов и Гленн Куагмайр — живут на Ложечной улице (Spooner Street).

## Возможное реальное расположение
Сет Макфарлейн, создатель мультсериала, был жителем штата Род-Айленд и потому в сериале есть косвенные указания на расположение Куахога. Так, часто на заднем плане видны три высотных здания. Их очертания сильно напоминают небоскребы Провиденса (центр штата Род-Айленд) — Первый финансовый центр (One Financial Center), высотное здание на площади Кеннеди (50 Kenndy Plaza) и Башню банка США (Bank of America Tower). По углу, под которым видны эти здания, можно с высокой долей вероятности сказать, что Куахог расположен к западу от центра Провиденса. Если считать, что Куахог имеет реальный прототип, то в качестве такового могут выступать города Джонстон, Кранстон, Северный Провиденс или западная часть непосредственно Провиденса. В нескольких эпизодах (например «Fifteen Minutes of Shame», «Fore Father», «Perfect Castaway») заметно наличие у Куахога береговой линии. Из городов, перечисленных выше, береговой линией обладают только Кранстон и Провиденс. Это подтверждается тем фактом, что в реальном мире Ложечная улица, дом 31 (31 Spooner Street) расположена в Провиденсе, западнее Парка Роджера Уилльямса (Roger Williams Park).